# Wybory parlamentarne w Wenezueli w 2010 roku
Wybory parlamentarne w Wenezueli w 2010 roku – wybory do Zgromadzenia Narodowego Wenezueli przeprowadzone 26 września 2010.
Równolegle z wyborami do Zgromadzenia Narodowego odbyły się także wybory do Parlamentu Latynoamerykańskiego.

## Organizacja wyborów

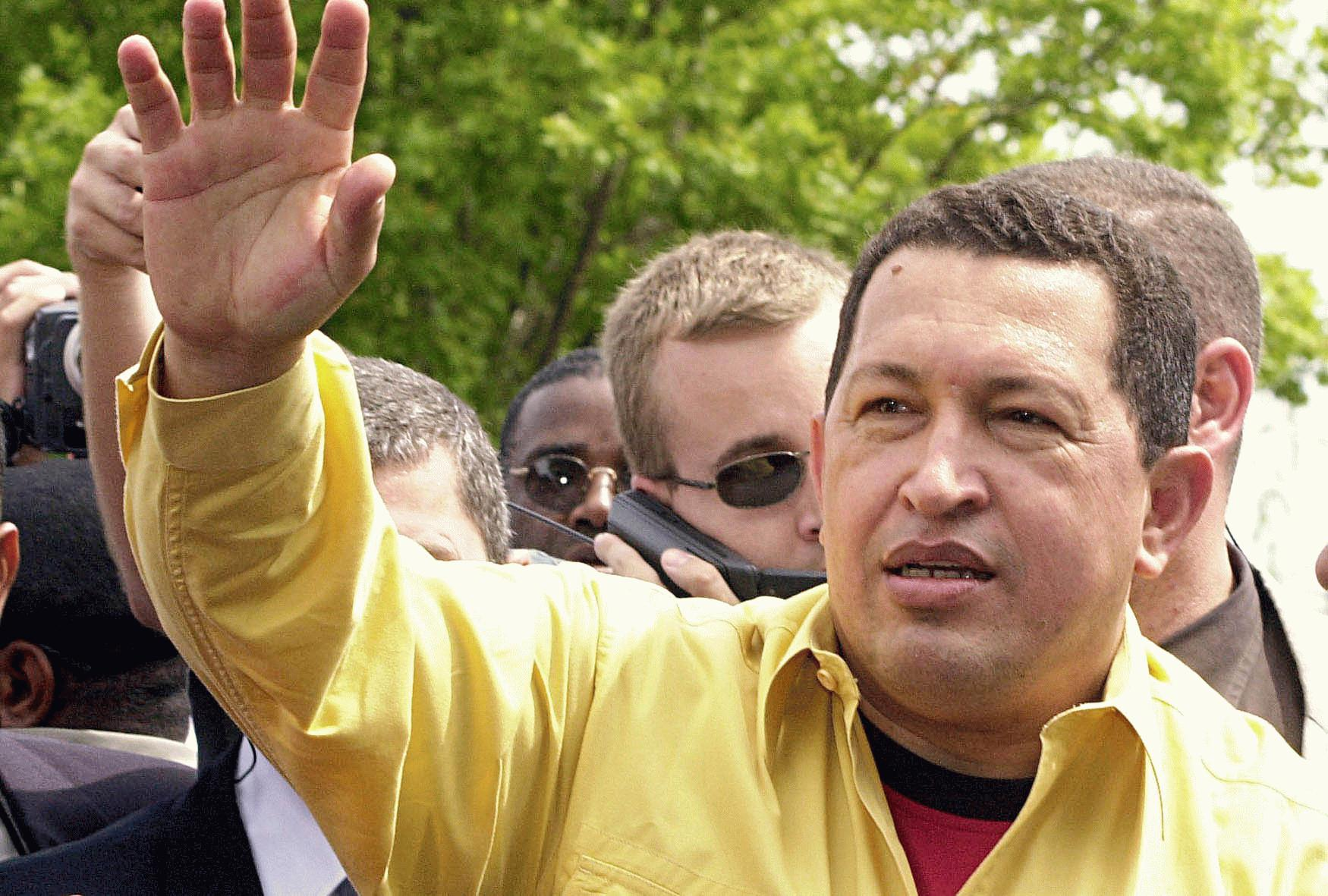
Prezydent Hugo Chávez

Zgromadzenie Narodowe Wenezueli składa się ze 165 deputowanych wybieranych na 5-letnią kadencję (110 wybieranych jest w 87 okręgach wyborczych według ordynacji większościowej, 55 z list partyjnych na podstawie ordynacji proporcjonalnej). Dodatkowo w skład parlamentu wchodzi 3 deputowanych reprezentujących ludność autochtoniczną (indiańską). Poprzednie wybory odbyły się 4 grudnia 2005. 
Uprawnionych do głosowania było ok. 17,5 mln spośród 28,5 mln obywateli. Wybory odbywały się według nowych zasad, przyjętych w wyniku referendum w 2009, które zniosło m.in. limit maksymalnie dwóch kadencji z rzędu dla deputowanych do parlamentu. W sumie do udziału w wyborach do 5 czerwca 2010, kiedy upływał termin zgłaszania kandydatów, zarejestrowanych zostało 6456 osób. 
Jednocześnie z wyborami do Zgromadzenia Narodowego przeprowadzone zostały również wybory 12 deputowanych do Parlamentu Latynoamerykańskiego, regionalnej organizacji o charakterze integracyjnym. Każde z jego 22 państw członkowskich nominuje 12 krajowych delegatów. W Wenezueli 11 miejsc obsadzanych jest w wyniku głosowania proporcjonalnego w oparciu o listy partyjne, natomiast 1 mandat zarezerwowany jest dla przedstawiciela ludności autochtonicznej. 

## Partie polityczne i kampania wyborcza

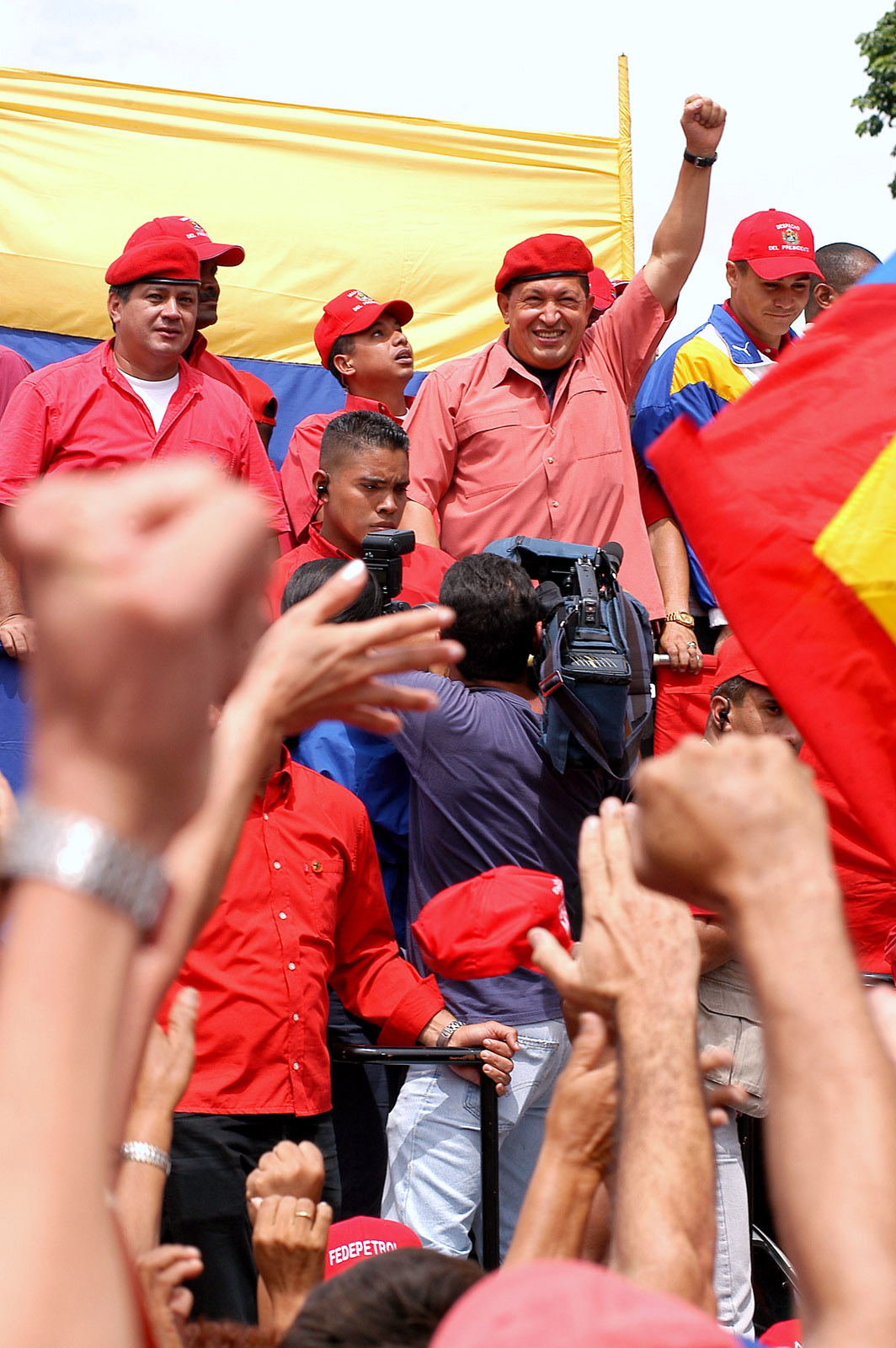
Prezydent Chávez pośród swoich zwolenników

Rządząca Zjednoczona Partia Socjalistyczna Wenezueli (Partido Socialista Unido de Venezuela, PSUV) na czele z prezydentem Hugo Chávezem za swój cel wyborczy wyznaczyła sobie utrzymanie większości 2/3 miejsc w parlamencie, które zdobyła w poprzednich wyborach, wówczas jako Ruch Piątej Republiki. W 2007 Ruch Piątej Republiki w przekształcił się w PSUV. Główne partie opozycyjne, w obawie przed fałszerstwami wyborczymi, zbojkotowały wybory w 2005. W rezultacie nie posiadały swojej reprezentacji w parlamencie, co ułatwiło prezydentowi wprowadzenie w życie własnych projektów politycznych. Przed wyborami parlamentarnymi w 2010 opozycja zjednoczyła się w koalicji Demokratyczna Jedność (Mesa de Unidad Democrática, MUD). Koalicję tworzyło ogółem około 50 partii politycznych, w tym 16 o zasięgu ogólnokrajowym. Do największych partii w sojuszu należały: Akcja Demokratyczna, COPEI, PODEMOS, Nowa Era, Sprawiedliwość Pierwsza, Ruch w Kierunku Socjalizmu, Czerwona Flaga.
Zjednoczona Partia Socjalistyczna Wenezueli 2 maja 2010 przeprowadziła prawybory mające na celu wyłonienie jej kandydatów na deputowanych. O wyborze 110 kandydatów decydowało ponad 2,5 mln członków partii (spośród ogólnej liczby 7,3 mln). O nominację ubiegało się 3,5 tys. osób we wszystkich 87 okręgach wyborczych. O obsadzie miejsc na listy partyjne zadecydowało natomiast kierownictwo partii na czele z prezydentem. Na początku czerwca 2010 PSUV wybrała ok. 2,4 tys. partyjnych koordynatorów na czas kampanii wyborczej. Hasło jej kampanii brzmiało "Bitwa Bolivara 200" i nawiązywało do 200. rocznicy ogłoszenia niepodległości przez Wenezuelę. Kampania wyborcza rozpoczęła się 25 sierpnia 2010, miesiąc przed wyborami. Na jej czas, do 3 października 2010, prezydent Hugo Chavez zawiesił emisję swojego cotygodniowego programu "Alo Presidente". PSUV w czasie kampanii wyborczej deklarowała kontynuację polityki prezydenta Chaveza, opierającej się na hasłach "rewolucji boliwariańskiej" i budowy "socjalizmu XXI wieku". Prezydent aktywnie uczestniczył w kampanii, angażując w nią wbrew prawu podległe mu organa państwa. Utrzymanie większości 2/3 głosów w parlamencie miało zapewnić mu możliwość wprowadzania bez żadnych przeszkód dalszych zmian legislacyjnych. Wybory parlamentarne uważane były przed obserwatorów za barometr poparcia dla prezydenta i jego polityki. Sam Chavez uważał je za "wstępną batalię" przed wyborami prezydenckimi w 2012. 
Partie opozycyjne nie zdecydowały się na ponowny bojkot wyborów, lecz utworzyły szeroką koalicję Demokratyczna Jedność (MUD). 25 kwietnia 2010 koalicja zorganizowała prawybory na kandydatów w wyborach parlamentarnych, w których głosy oddało ponad 300 tys. osób. W ich wyniku wyłonionych zostało 22 kandydatów w 15 okręgach wyborczych. Pozostali kandydaci wyłonieni zostali na drodze konsensusu. W czasie kampanii wyborczej opozycja skupiała się na walce z przestępczością, wysoką inflacją oraz problemach materialnych obywateli. Według oficjalnych statystyk, w 2009 w Wenezueli doszło do 14 tys. morderstw, dwa razy więcej niż w chwili dojścia do władzy prezydenta Chaveza w 1999. Inną kwestią podejmowaną przez opozycję były rosnące ceny żywności. W ciągu dwóch lat poprzedzających wybory Wenezuela zmagała się ze skutkami światowego kryzysu gospodarczego, spadkiem cen ropy naftowej i w konsekwencji zmniejszeniem wpływów budżetowych. Poparcie dla prezydenta Chaveza w przededniu wyborów wynosiło ok. 40-50% i było niższe niż w poprzednich latach. Demokratyczna Jedność liczyła na głosy obywateli niezadowolonych z polityki prezydenta.
Podczas kampanii wyborczej opozycja oskarżała władzę o manipulację okręgami wyborczymi (gerrymandering). Rządzący dokonali bowiem zmian w ordynacji wyborczej i granicach okręgów wyborczych. W rezultacie w niektórych z nich do uzyskania mandatu wystarczyło zdobycie ok. 20 tys. głosów, podczas gdy w innych niezbędnych było ponad 150 tys. Zdaniem opozycji, w konsekwencji do uzyskania 50% miejsc w parlamencie potrzebowała ona 57% wszystkich głosów. 

## Wyniki wyborów
Zdaniem członków komisji wyborczej głosowanie przebiegło w sposób pokojowy i zorganizowany. Rządząca PSUV zdobyła 98 mandatów, a opozycyjna MUD 65 mandatów. Dwa mandaty zdobyła partia Ojczyzna dla Wszystkich (Patria Para Todos, PPT). W rezultacie Zjednoczona Partia Socjalistyczna Wenezueli utraciła większość 2/3 głosów w parlamencie, potrzebną do uchwalania najważniejszych aktów prawnych oraz wyboru nominacji do Sądu Najwyższego i komisji wyborczej. Frekwencja wyborcza wyniosła 66,45%. W wyborach do Parlamentu Latynoamerykańskiego PSUV i MUD zdobyły po 5 mandatów.
Opozycja początkowo ogłosiła, że w sumie zdobyła większość 52% wszystkich głosów, jednak komisja wyborcza nie potwierdziła tych danych. Rzecznik opozycji wyraził zadowolenie z uzyskanego wyniku. Prezydent Chavez również zadeklarował zwycięstwo wyborcze. Na swej stronie w serwisie internetowym Twitter napisał, że rezultat wyborów stanowi "nowe zwycięstwo dla narodu". Nowo wybrany parlament zebrał się w styczniu 2011. 
- Wyniki wyborów parlamentarnych:

| Partia polityczna | Partia polityczna                                  | Liczba głosów | %      | +/– | Liczba mandatów | +/– |
| ----------------- | -------------------------------------------------- | ------------- | ------ | --- | --------------- | --- |
|                   | Zjednoczona Partia Socjalistyczna Wenezueli (PSUV) | 5 447 198     | 48,20% |     | 98              |     |
|                   | Demokratyczna Jedność (MUD)                        | 5 330 754     | 47,17% |     | 65              |     |
|                   | Ojczyzna dla Wszystkich (PPT)                      | 354 653       | 3,14%  |     | 2               |     |
|                   | Pozostałe partie                                   | 168 709       | 1,49%  |     | 0               |     |
|                   | Razem                                              |               | 100%   | -   | 165             | -   |
| Źródło:           |                                                    |               |        |     |                 |     |

Podział mandatów parlamentarnych po wyborach

Stopień poparcia dla PSUV według prowincji
Stopień poparcia dla MUD według prowincji
Stopień poparcia dla PPT według prowincji